# Tatsuhiko Seta
Tatsuhiko Seta (n. 15 ianuarie 1952) este un fost fotbalist japonez.

## Statistici
| Japonia | Japonia | Japonia |
| An      | Meciuri | Goluri  |
| ------- | ------- | ------- |
| 1973    | 2       | 0       |
| 1974    | 3       | 0       |
| 1975    | 5       | 0       |
| 1976    | 14      | 0       |
| 1977    | 0       | 0       |
| 1978    | 0       | 0       |
| 1979    | 0       | 0       |
| 1980    | 1       | 0       |
| Total   | 25      | 0       |